# Diego Salas Pombo
Diego Salas Pombo   (Barcelona, 26 de setembre de 1918 - Madrid, 24 d'abril de 1997) va ser un polític espanyol que va ocupar llocs rellevants durant el franquisme, sent governador civil de diverses províncies i Subssecretari general de FET y de las JONS. També procurador en les Corts franquistes i membre del Consell Nacional de FET y de las JONS.

## Biografia
Va néixer el 26 de setembre de 1918 a Barcelona. «Camisa vella» de Falange, abans de la contesa va ser fundador i secretari provincial FE de las JONS a La Corunya. Durant la Guerra civil va prendre part en les operacions militars, ascendint al rang d'alferes d'enginyers de l'Exèrcit franquista. En acabar la contesa va ser nomenat Inspector nacional del Sindicat Espanyol Universitari (SEU), en substitució d'Enrique Sotomayor Gippini. Posteriorment cessaria en ser nomenat Secretari general del SEU; dimitiria d'aquest càrrec l'abril de 1940 pel seu «delicat estat de Salut».
L'agost de 1941 va ser nomenat cap provincial de FET y de las JONS a La Corunya. Amb posterioritat va ser governador civil i cap provincial del «Moviment» de les províncies de Salamanca i València. Va ser proposat en 1950 per Luis Carrero Blanco com a possible ministre de la governació i secretari general del «Moviment», encara que finalment no es va concretar aquesta proposta. Al febrer de 1956, mentre estava destinat a València, José Luis Arrese el va nomenar subsecretari general de FET y de las JONS. En aquesta època va formar part de la comissió que va treballar l'avantprojecte de Llei de Principis del Movimiento Nacional que preparava Arrese —el qual preveia convertir la dictadura franquista en un règim plenament totalitari. El projecte de llei va ensopegar amb una forta resistència per part de sectors eclesiàstics i militars, malgrat els repetits intents que Arrese i Salas Pombo van fer per a intentar convèncer els sectors no-falangistes del règim.
Va cessar com a subsecretari en 1957. Durant la resta de la dictadura va ocupar altres càrrecs de menor importància. Va ser també procurador a les Corts franquistes entre 1943 i 1977, així com membre del Consell Nacional del Movimiento.
Després de la mort de Franco, va ser un dels 59 procuradors en les Corts Franquistes que el 18 de novembre de 1976 van votar en contra de la Llei per a la Reforma Política que derogava els Principis Fonamentals del Movimiento.

## Reconeixements
- Gran Creu de l'Orde del Mèrit Civil (1951)[15]
- Encomana de l'Orde de Cisneros[16]
- Gran Creu de l'Orde Imperial del Jou i les Fletxes (1952)[17]
  - Encomana de l'Orde Imperial del Jou i les Fletxes[16]